# Arne Zetterström

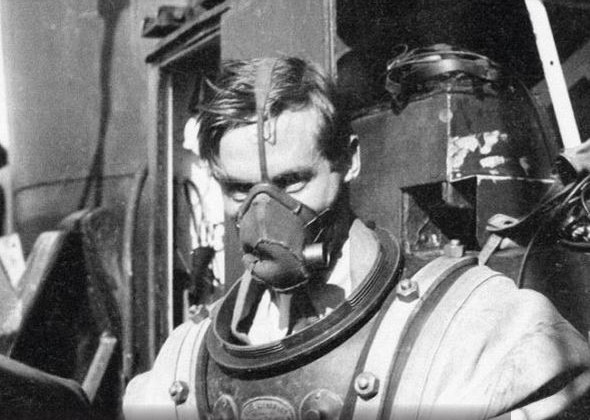
Arne Zettersröm.

Arne Zetterström, född 5 juni 1917 i Malmö Sankt Petri församling, död 7 augusti 1945 i Äppelviken, Stockholm, var en svensk dykpionjär, mest känd för sin forskning kring gasblandningen hydrox, en blandning av väte och syre.
Arne tillverkade sin egen dykapparat redan vid 16 års ålder 1933. Han kallade den för "Snakeless" och han provdök med den själv.
Arne Zetterström dog under en rekorddykning till 160 meter med andningsgasen hydrox, den 7 augusti 1945. Några värnpliktiga linskötare på HMS Belos missuppfattade ordergivningen och hissade upp hans plattform för snabbt, med Arnes död orsakad av tryckfallssjuka som följd.
Han var yngre bror till ingenjören Olof Zetterström. De är begravda på Nynäs gårds begravningsplats.

## Uppfinningar
- Zetterströmsventil
- Zetterströmmunstycke